# Chen Zimeng
Chen Zimeng (chinesisch 陈梓蒙; * 26. Juni 1997 in Peking) ist ein chinesischer Eishockeyspieler, der seit 2021 für den Kunlun Red Star in der Kontinentalen Hockey-Liga spielt.

## Karriere
Chen Zimeng, der in der chinesischen Hauptstadt Peking zur Welt kam, begann seine Karriere als Eishockeyspieler in Nordamerika, wo er zuerst bei verschiedenen Nachwuchsteams in den Vereinigten Staaten spielte und 2016 mit der Selects Academy die United States Premier Hockey League U18 gewann. Von 2016 bis 2018 spielte er für die Cowichan Valley Capitals in der British Columbia Hockey League. Nachdem er die Saison 2018/19 bei den Alabama-Huntsville Chargers, dem Team der University of Alabama in Huntsville in der Western Collegiate Hockey Association verbracht hatte, kehrte er in seine Heimat zurück. Dort spielte er zunächst ein Jahr für KRS-BSU Peking und Tsen Tou Jilin in der Wysschaja Hockey-Liga. Seit 2021 steht er beim Kunlun Red Star in der Kontinentalen Hockey-Liga unter Vertrag.

### International
Für China nahm Chen Zimeng im Juniorenbereich an der Division II der U18-Weltmeisterschaft 2015 teil.
Im Seniorenbereich stand der Stürmer erstmals bei der Weltmeisterschaft der Division II 2019 im Aufgebot Chinas. Dort spielte er auch 2022, als der erstmaligen Aufstieg in die Division I seit dem Abstieg 2007 gelang. So spielte er für das Team aus dem Reich der Mitte bei der Weltmeisterschaft 2023 erstmals in der Division I. Auch bei den Olympischen Winterspielen in Peking 2022 und bei der Qualifikation für die Olympischen Winterspiele in Mailand 2026 stand er im chinesischen Kader.

## Erfolge und Auszeichnungen
- 2016 Gewinn der United States Premier Hockey League U18 mit der Selects Academy
- 2022 Aufstieg in die Division I, Gruppe B, bei der Weltmeisterschaft der Division II, Gruppe A

## KHL-Statistik
(Stand: Ende der Saison 2022/23)